# Mujeres de Couço
Mujeres de Couço (en portugués, Mulheres do Couço) es como se conoce a las trabajadoras agrícolas y resistentes antifascistas de la aldea de Couço, entre las que destacan cinco presas políticas que estuvieron en la cárcel de Caxias y que fueron torturadas por la Policía Internacional y de Defensa del Estado (PIDE), durante el Estado Nuevo en Portugal. Las torturas a las que fueron sometidas fueron descritas en el Manifiesto de Caxias. Este fue supuestamente el primer grupo de mujeres torturadas tanto moral como físicamente, "como los hombres", aunque Cesaltina Maria Feliciano y Maria Rosa Viseu, detenidas en 1960 y 1961 respectivamente, ya habían sido torturadas anteriormente. Sin embargo, fue después del arresto de estas mujeres que la tortura de mujeres se convirtió en algo generalizado.

## Contexto histórico
En 1962 se preparaba en Couço una huelga contra el trabajo de sol a sol y la jornada de 8 horas, que implicaba la organización de reuniones clandestinas. Estas tuvieron lugar en la Serra da Burra, en salidas de pesca en el río Sorraia y en un picnic en Ponte Caleira. La PIDE, alertada sobre la preparación de esta huelga, detuvo a 15 personas, precediendo manifestaciones y huelgas el 1 de mayo. Detenidas en la madrugada del 27 de abril de 1962, junto con diez hombres, las cinco mujeres fueron conducidas a un matadero en las afueras del pueblo, y luego al Puesto de la Guardia Nacional Republicana de Coruche. De allí fueron trasladados a la prisión de Caxias, registradas y encarceladas, permaneciendo todas en la misma celda. Durante los interrogatorios, llevados a cabo en la sede de la PIDE, en la Rua António Maria Cardoso, fueron sometidas a torturas, incluidas palizas con porras, cuchillos de carnicero, privación del sueño y estatuas.

## Las mujeres
Maria da Conceição Figueiredo (Couço, 4 de abril de 1934 -) fue panadera. A principios de los años 60 dejó Couço y se fue a vivir a Courelas con su marido, João Pedro Marrafa, detenido en la misma fecha. En la sede de la PIDE fue sometida a sesenta y seis horas de tortura de privación del sueño. Fue liberada el 6 de septiembre de 1962.
Maria Custódia Chibante (Couço, 6 de febrero de 1933 - Évora, 2020), con seudónimo Ernesto, hija de Palmira dos Santos Canejo, trabajadora agrícola y de José Ramalho Chibante, albañil y trabajador agrícola temporal, era militante del PCP, y antifascista resistente. Creció en Couço y abandonó temprano la escuela para dedicarse al trabajo agrícola, desarrollando una conciencia social al observar la desigualdad que la rodeaba. Más tarde se convertiría en comerciante, con una tienda que poseía con su marido en un pueblo cercano, Foros de Lagoíços. Allí distribuía el periódico Avante! movilizando a la población para la lucha de clases. Fue detenida el 27 de abril de 1962 y torturada y amenazada durante 98 horas en la sede de la PIDE, 75 de las cuales fueron tortura de privación del sueño. Posteriormente es puesta en aislamiento por 19 días, y durante los cinco meses y medio que permanece encarcelada no tiene derecho a recibir visitas. Fue liberada el 11 de octubre del mismo año, cuando la PIDE no pudo probar las acusaciones. En 1965 fue trasladada a Évora.
Maria Guilhermina Ferreira Galveias (Couço, 23 de junio de 1934 -), conocida también como María Galveias, fue una militante comunista analfabeta, casada con António Luís de Oliveira, encarcelada en 1960. Cuando la detuvieron, se lleva consigo a su hija en edad escolar. En la sede de la PIDE fue sometida a once días y once noches de interrogatorio, con golpes, torturas de privación del sueño y sin que la permitieran lavarse. Fue puesta en libertad el 6 de septiembre del mismo año, por falta de pruebas para ser llevada a juicio.
María Madalena Henrique Castanhas (Couço, 6 de noviembre de 1925 -) fue una trabajadora agrícola. Vivía con su pareja, Joaquim Castanhas, que formaba parte del comité del PCP en Couço, a un kilómetro aproximadamente de esta localidad. Su casa se utilizaba para reuniones del partido. Su marido ya estaba en prisión desde 1960 y a ella se le prohibió visitarlo porque no estaban casados, por lo que se casaron cuando él ya estaba prisionero en Caxias.  Henrique Castanhas pasó sesenta y seis horas sin dormir y siendo golpeada.
Olímpia Ribeiro da Silva Brás (Couço, 20 de octubre de 1929 - Francia, 24 de septiembre de 2011), nacida como Olímpia Ribeiro da Silva, era hija de Luísa Maria y David Ribeiro da Silva, eran terratenientes en Couço. Olímpa Brás era la menor de tres hermanos y se casó con el activista comunista Arnato Brás, de 21 años, cuando tenía 16 años. En 1947, cuando su marido fue detenido por primera vez, Olímpia Brás, embarazada de dos meses, se afilió al Partido Comunista Portugués. En 1961 impulsó el boicot de Couço a la elección de diputados a la Parlamento. Fue arrestada el 27 de abril de 1962, tras las elecciones al Parlamento de 1961 y los disturbios políticos del año siguiente. Inicialmente fue llevada a Coruche, luego fue trasladada a la prisión de Caxias, donde permaneció retenida por seis meses, durante los cuales fue sometida a diversas formas de tortura que le provocarían problemas de salud durante años.